# Постанова ЦК КПРС про виправлення помилок в оцінці опер «Великая Дружба», «Богдан Хмельницкий» і «От всего сердца»
Постанова ЦК КПРС про виправлення помилок в оцінці опер «Великая Дружба», «Богдан Хмельницкий» і «От всего сердца» від 28 травня 1958 року — історичний документ політики КПРС в області мистецтва. Докладно проаналізувавши зміст Постанови ЦК ВКП(б) від 10 лютого 1948 року і редакційні статті «Правди» 28 травня 1958 року, ЦК КПРС ухвалив:
| «1. Відзначити, що в постанові ЦК від 10 лютого 1948 року про оперу В. Мурадели „Велика дружба“, що правильно визначила напрямок радянського мистецтва на шляху народності і реалізму й містила справедливу критику помилкових, формалістичних тенденцій у музиці, — у той же час були допущені деякі несправедливі й невиправдано різкі оцінки творчості ряду талановитих радянських композиторів, що було проявом негативних рис, характерних для періоду культу особистості. 2. Визнати неправильною, однобічною оцінку в редакційних статтях газети „Правда“ опер „Богдан Хмельницький“ й „Від усього серця“. Доручити редакції газети „Правда“ […] на основі цього рішення підготувати редакційну статтю із всебічним і глибоким аналізом основних питань розвитку радянського музичного мистецтва. 3. Запропонувати обкомам, крайкомам і ЦК компартій союзних республік, Міністерству культури СРСР провести у творчих союзах, установах мистецтв необхідну роз'яснювальну роботу у зв'язку з даною постановою, маючи на увазі підвищення ідейно-художнього рівня радянського музичного мистецтва й подальше зімкнення творчої інтелігенції на основі комуністичній ідейності й зміцнення зв'язку мистецтва з життям народу». |